# ليونارد أورنستين
ليونارد أورنستين (بالهولندية: Leonard Salomon Ornstein)‏ (و. 1880 – 1941 م) هو فيزيائي، وأستاذ جامعي من مملكة الأراضي المنخفضة . ولد في نايميخن .
وكان عضواً في الأكاديمية الملكية الهولندية للفنون والعلوم .
توفي في أوترخت ، عن عمر يناهز 61 عاماً.

## التعليم
تعلم في جامعة ليدن

## مناصب وهيئات
أدار جامعة أوتريخت، وجامعة خرونينغن.